# Northern Ireland Classic
Northern Ireland Classic — пригласительный снукерный турнир, проходивший только один раз — в 1981 году в Северной Ирландии.
В турнире приняли участие 8 профессиональных игроков, из которых большинство были ведущими снукеристами того времени. В нём сыграли Стив Дэвис, Алекс Хиггинс, Джимми Уайт, Клифф Торбурн, Дуг Маунтджой, Кирк Стивенс, Деннис Тейлор и Терри Гриффитс. Высший брейк турнира сделал Тейлор — 112 очков. Победителем единственного розыгрыша Northern Ireland Classic стал Джимми Уайт, который получил 5 000 фунтов стерлингов в качестве приза.
Все матчи турнира проводились в Ulster Hall, Белфаст.

## Победители
| Место проведения | Год  | Победитель  | Финалист   | Счёт |
| ---------------- | ---- | ----------- | ---------- | ---- |
| Белфаст          | 1981 | Джимми Уайт | Стив Дэвис | 11:9 |